# Spelaeoniscus occidentalis
Spelaeoniscus occidentalis là một loài chân đều trong họ Spelaeoniscidae. Loài này được Vandel miêu tả khoa học năm 1972.